# 乌迪亚斯
乌迪亚斯，是西班牙坎塔布里亚的一个市镇。总面积20平方公里，总人口831人（2001年），人口密度42人/平方公里。